# Rumang
Rumang is een bestuurslaag in het regentschap Lembata van de provincie Oost-Nusa Tenggara, Indonesië. Rumang telt 592 inwoners (volkstelling 2010).